# Paavo Simola

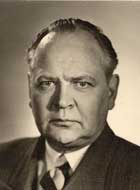
P. E. Simola.

Paavo Eevertti Simola, född 17 juli 1902 i Nedertorneå, död 25 juni 1961 i Helsingfors, var en finländsk läkare och biokemist.
Simola blev medicine och kirurgie doktor 1931 och filosofie doktor 1937. År 1937 utnämndes han till professor i medicinsk kemi vid Helsingfors universitet.
Simola var en av pionjärerna vid utredningen av energiproduktionens kemi och studerade den stegvisa nedbrytningen av substanser via citron- och ketosyror och B-vitaminernas roll i detta skeende. Han konstaterade bland annat att alfa-ketoglutarsyra var ett av mellanstegen, som sedan av Hans Krebs visades ingå i citronsyracykeln.